# Whistling in the Dark (film, 1933)
Pour les articles homonymes, voir Whistling in the Dark.
Whistling in the Dark est un film américain réalisé par Elliott Nugent et Charles Reisner et sorti en 1933.
Adaptation d'une pièce de théâtre de Broadway, ce film a fait l'objet d'un remake réalisé par S. Sylvan Simon en 1941, avec Red Skelton et Ann Rutherford.

## Synopsis
Un écrivain de roman à mystère et sa chérie sont retenus en otage par un gangster fugitif, qui espère obtenir l'aide de l'écrivain pour concevoir le " crime parfait ".

## Fiche technique
- Titre : Whistling in the Dark
- Réalisation : Elliott Nugent et Charles Reisner
- Scénario : Elliott Nugent d'après une pièce de Laurence Gross et Edward Childs Carpenter
- Photographie : Norbert Brodine
- Montage : Ben Lewis
- Musique : William Axt
- Société de production : Metro-Goldwyn-Mayer
- Durée : 79 minutes
- Date de sortie : 21 janvier 1933

## Distribution
- Ernest Truex : Wallace Porter
- Una Merkel : Toby Van Buren
- Edward Arnold : Dillon
- John Miljan : Charlie
- C. Henry Gordon : Lombardo
- Johnny Hines : Slim
- Joseph Cawthorn : Barfuss
- Nat Pendleton : Joe
- Tenen Holtz : Herman
- Marcelle Corday : Hilda

À noter qu'Edward Arnold avait joué le même rôle dans la pièce de théâtre à Broadway.